# Opercularia turpis
Opercularia turpis är en måreväxtart som beskrevs av Ferdinand von Mueller. Opercularia turpis ingår i släktet Opercularia och familjen måreväxter. Inga underarter finns listade i Catalogue of Life.